# Heinrich von Planck
Georg Heinrich Planck, ab 1914 von Planck, (* 27. Mai 1851 in Esslingen am Neckar; † 25. April 1932 in Ulm) war Prälat und Generalsuperintendent von Ulm.

## Leben
Planck besuchte zunächst Schulen in Esslingen und Stuttgart, bevor er von 1865 bis 1869 das Evangelisch-Theologische Seminar Blaubeuren absolvierte. Es folgte ein Studium der Theologie am Tübinger Stift. Während seines Studiums wurde er 1869 Mitglied der Verbindung Normannia Tübingen. Ab 1874 war er als Geistlicher erst in Neubulach, dann in Ulm tätig. 1877/1878 machte er eine Studienreise durch Mittel- und Westeuropa. Anschließend wurde er Repetent am Tübinger Stift. 1880 wechselte er als Geistlicher nach Esslingen, wo er 1901 zum Dekan ernannt wurde.
1912 erfolgte die Ernennung zum Prälat und Generalsuperintendenten von Ulm. In dieser Funktion war er von 1912 bis 1918 Abgeordneter der Zweiten Kammer der Württembergischen Landstände. Ab 1918 wurde er Mitglied der Evangelischen Kirchenregierung, 1927 trat er in den Ruhestand ein.
Neben seinem Wirken als Geistlicher hatte er den Vorsitz mehrerer sozialer Vereine inne.

## Ehrungen
- 1910 Ritterkreuz I. Klasse des Friedrichs-Ordens
- 1914 Ehrenkreuz des Ordens der Württembergischen Krone, welches mit der Erhebung in den persönlichen Adel (Nobilitierung) verbunden war
- 1927 Ehrendoktorwürde (Dr. theol. h.c.) der Universität Tübingen

## Publikationen (Auswahl)
- Dr. Martin Luther: Siebenzig Predigten auf alle Sonn- und Festtage des Kirchenjahres, ausgewählt von Heinrich Planck, Calwer Verlag, Calw/Stuttgart 1888.
- Kleines homiletisches Testament, D. Gundert, Stuttgart 1911.
- Aus dem Buch der Erfahrung. Reimsprüche, D. Gundert, Stuttgart 1913.
- Die Mitarbeit der Frau als Erzieherin an der Zukunft Deutschlands, Evangelische Gesellschaft, Stuttgart 1915.
- Was lehrt der Krieg unsere Frauen und Töchter? Evangelische Gesellschaft, Stuttgart 1916.
- Martin Luther: ein Büchlein fürs Feld und für die Heimat, Evangelische Gesellschaft, Stuttgart 1917.
- Lebensbild eines schwäbischen Prälaten. Briefe, Predigten, Vorträge, Gedichte, Reimsprüche, Erinnerungen, Klett, Stuttgart 1933.